# Eremalche
Eremalche es un género de plantas con flores perteneciente a la familia  Malvaceae. Son endémicas de los desiertos del sudoeste de EE. UU.. Comprende 4 especies descritas y de estas, solo 3 aceptadas.

## Taxonomía
El género fue descrito por Edward Lee Greene y publicado en Leaflets of Botanical Observation and Criticism 1(15): 208. 1906. La especie tipo es: Eremalche rotundifolia
Etimología
Eremalche: nombre genérico que procede del griego y significa "solitaria malva, en su hábitat desértico". La raíz de la palabra erem, así como sus formas conexas eremos , Eremia , eremicus y eremitus, tiene el significado "un lugar solitario, un lugar de soledad, un lugar desierto, solitario, deshabitado "y por extensión" del desierto ", ya que un desierto es un lugar solitario que está en gran parte deshabitado.

## Especies aceptadas
A continuación se brinda un listado de las especies del género Eremalche aceptadas hasta septiembre de 2014, ordenadas alfabéticamente. Para cada una se indica el nombre binomial seguido del autor. abreviado según las convenciones y usos.	
- Eremalche exilis
- Eremalche parryi
- Eremalche rotundifolia (A. Gray) Greene.